# IQ博士角色列表
本列表為日本漫畫家鳥山明所創作的漫畫《IQ博士》及其改編的動畫、遊戲中主要登場人物名稱在不同地域中的中文翻譯版本。

### 則卷家
則卷家在「怪物街」一號的一座兩層高房屋（曾在某一集中提及地址）。
則卷千兵衛
- 日本配音員：內海賢二（第一作時期）→屋良有作（第二作與七龍珠超）
- 台灣配音員：沈光平（第一作・衛視中文台版本）、劉明勳（第一作・華視版本）、李香生（第二作）、陳彥鈞（七龍珠超）
- 香港配音員：馮錦倫（TVB版 初代）、待考（EMI錄影帶版）、待考（愛子動畫VCD版）、待考（安樂版）、陳永信（TVB版・劇場版7、新IQ博士）、黎耀祥（TVB版・曳曳IQ博士）、黃志明（寰宇DVD・劇場版）
- 中國大陸配音員：张文渔（遼藝）

香港譯名為，第一作台灣舊譯（臺港盜版時期）為丁大丙。
企鵝村一個自稱天才的科學家，但也因為企鵝村的居民幾乎都是笨蛋才凸顯了他的聰明，某方面來說也是村內少數比較有常識的正常人。
幼時父母便已去世，因繼承了一大筆遺產所以其實相當富裕。
企鵝村村立大學理工學院畢業，並完成了大學的理工研究所的博士學歷。專攻物理和化學。因為常常發明一些奇怪的東西，而被企鵝村的村民稱做「怪博士」。
能夠變身為美男子。（只限三分鐘）。
好色，迷戀中學老師山吹綠。為了方便結識單身女子，對外宣稱阿拉蕾是自己的妹妹。
常為了阿拉蕾的瘋狂行徑煩惱。

則卷阿拉蕾

則卷卡斯拉
- 日本配音員：中野聖子（第一作時期）→鐵砲塚葉子（第一作劇場版）→石橋千惠（第二作）→西原久美子（ABALE）
- 台灣配音員：待考（第一作・衛視中文台版本）、待考（第一作・華視版本）、雷碧文（第二作）
- 香港配音員：樂蔚（TVB版 初代）、待考（EMI錄影帶版）、待考（愛子動畫VCD版）、待考（安樂版）、待考（TVB版・劇場版）、劉惠雲（TVB版・曳曳IQ博士、新IQ博士）、待考（寰宇DVD・劇場版）
- 中國大陸配音員：刘海霞（遼藝）

香港譯名為，第一作台灣舊譯（臺港盜版時期）為可美。
千兵衛和阿拉蕾搭乘時光機到遠古時代帶回的生物，其實是天神派到地球監視史前人類的天使、用來吃光全世界的「計時炸彈」，目的是要防止人類過份自大、自以為是，等人類發展到這個地步就要毀滅地球，但後來天神到地球才發現小卡已忘記這任務，最後天神放棄離開地球，返回天界。
除了橡膠之外，什麼都吃，最喜歡吃鋼鐵。
在某时期食量大增，原因是如蚕般需要大量物质复制另外一个自己（後期會持續增加）。

則卷綠／舊姓：山吹綠
- 日本配音員：向井真理子（第一作時期）→川浪葉子（第一作劇場版）→皆口裕子（第二作）
- 台灣配音員：呂佩玉（第一作・衛視中文台版本）、陳曉月（第一作・華視版本）、許淑嬪（第二作）
- 香港配音員：姚天麗（TVB版 初代）、待考（EMI錄影帶版）、待考（愛子動畫VCD版）、待考（安樂版）、待考（TVB版・劇場版）、許盈（TVB版・曳曳IQ博士、新IQ博士）、曾慶珏（寰宇DVD・劇場版）
- 中國大陸配音員：徐琳（遼藝）

第一作台灣舊譯為崔珊珊。
企鵝村中學的老師，性格單純，雖然做為老師但很多教課書的題目自己也不懂。上廁所時聽到千兵衛正在練習求婚致詞時直接答應，後來與千兵衛結婚。

則卷太平
- 日本配音員：三田友子（第一作時期）→江森浩子（第一作劇場版）→松井摩味（第一作劇場版）
- 香港配音員：周婉侶（TVB版 初代）、待考（EMI錄影帶版）、待考（愛子動畫VCD版）、待考（安樂版）、待考（TVB版・劇場版）、黃淑芬（TVB版・曳曳IQ博士、新IQ博士）、待考（寰宇DVD・劇場版）

千兵衛和綠子的長男，MOMO親子台翻譯為小滑輪。
在一次外出中離開千兵衛視線的時候，被打算降落在地球的太空船撞倒失去性命，但在其外星人使用先進的復活手術後，平安復活，副作用是擁有超能力與極高智力。在七龍珠第一部裡只要看一眼龍珠雷達設計就立刻記下來了。

### 木綠家
木綠茜
- 日本配音員：杉山佳壽子（第一作時期）→松井摩味（第一作劇場版）→小西寛子（第二作）
- 台灣配音員：楊凱凱→ 丘梅君（第一作・衛視中文台版本）、王冠蓉（第一作・華視版本）、許淑嬪（第二作）
- 香港配音員：黃麗芳（TVB版 初代）、周婉侶（TVB版 代配）、林錦燕（EMI錄影帶版）、楊婉清（愛子動畫VCD版）、待考（安樂版）、待考（TVB版・劇場版）、梁少霞（TVB版・曳曳IQ博士、新IQ博士）、鄭家蕙（寰宇DVD・劇場版）
- 中國大陸配音員：郝琳杰（遼藝）

住在企鵝村的少女，也是跟空豆太郎相識多年的鄰居。
有些不良少女的氣息，會偷喝酒與惡作劇，在見識阿拉蕾的力氣後和他成為朋友。
村內少數幾個比較正常的角色之一。
故事結局與摘突詰結婚並接手姊姊經營的咖啡店，但個性問題導致來客率下滑。
木綠葵
- 日本配音員：神保直美（第一作時期）→江森浩子（第二作）
- 台灣配音員：呂佩玉（第一作・衛視中文台版本）、陳曉月（第一作・華視版本）、許淑嬪（第二作）
- 香港配音員：曾慶珏（TVB版 初代）、待考（EMI錄影帶版）、待考（愛子動畫VCD版）、待考（安樂版）、待考（TVB版・劇場版）、待考（TVB版・曳曳IQ博士）、陸惠玲（TVB版・新IQ博士）、待考（寰宇DVD・劇場版）
- 中國大陸配音員：曹玉敏（遼藝）

茜的姐姐，紅髮，故事開幕時經營木綠家的咖啡廳「Coffee Pot」。
木綠紺
配音：第一作·银河万丈／第二作·田中秀幸（日本）
茜的父親，戴著眼鏡長相毫無特徵的中年男性。
木綠紫
配音：第一作·三田友子（日本）
茜的母親，在企鵝村高中運動會篇時揭露其實是空豆豆的妹妹，也就是說空豆與木綠兩家實際上是表親。造型模仿自瑪麗蓮夢露。

### 空豆家
擁有空豆理髮店，全家也住在店內。店上有一隻巨型的蟹。
空豆太郎
配音：第一作·古川登志夫／劇場版·島田敏／第二作·太田真一郎（日本）；第一作新版·丘台名(東森幼幼台版本)、(MOMO親子台版本)（台灣）（台灣）；舊版:黃健強／曳曳IQ博士:黃榮璋／無綫J2版新IQ博士:曹啟謙；姚居德（辽艺）（香港）；第二作·第一作新版·丘台名(東森幼幼台版本)、(MOMO親子台版本)（台灣）
住在企鵝村的少年之一，也是跟木綠茜相識多年的鄰居。
雖然看起來像個不良少年，但實際上也沒壞到哪裡去，見識到阿拉蕾的怪力後主動要求成為朋友。
其實早就過了可以畢業年紀，只是因為作者沒畫出來而害他多讀好幾年書，畢業後成為企鵝村的警察之一並且與摘鶴燐結婚。
空豆嗶助／小豆子
配音：第一作·神保直美、中野聖子（代役）／劇場版·鉄砲塚葉子→鈴木富子→上村典子／第2作・浦和惠（日本）；舊版:方煥蘭／曳曳IQ博士、無綫J2版新IQ博士:鄭麗麗／寰宇DVD・劇場版:石梓晴（香港）；第二作·第一作新版·雷碧文(東森幼幼台版本)、(MOMO親子台版本)（台灣）；刘莉（辽艺）
太郎之弟，總是帶著貓耳形狀的帽子的少年。長相與母親空豆豆相似，個頭矮小，常被當作小學生，十年後也完全沒有長高。
與太郎一起自稱不良少年，不過其實好像也沒幹什麼壞事。個性比太郎正經但膽小愛哭，興趣是收集"名人"的簽名，就算是銀行搶匪也行。
十年後與姬子結婚，兩人育有一子空豆波奇。
空豆栗金團
配音：第一作·戸谷公次／劇場版·掛川裕彥／第二作·金光宣明（日本）；張炳強／曳曳IQ博士:陳廷軒（香港）
太郎與嗶助之父，空豆理髮店店主，以前曾經是刑警。與千兵衛是有共同好色興趣的損友。造型來自柯林.伊斯特年輕時出演的警匪片「緊急追捕令」（Dirty Harry）中的扮相。
空豆豆
配音：第一作·中谷由美／劇場版·上村典子／第二作·川田妙子（日本）
太郎與嗶助之母，有著發福的身材與捲捲的頭髮等一望即知的典型家庭主婦外型，頭上戴著老鼠耳朵造型的帽子。其實是木綠家太太木綠紫的姊姊，也就是說空豆與木綠兩家實際上是表親。
空豆波奇

### 摘家
一家四口來自中國，因為飛船故障迫降在企鵝村。
摘突詰
配音：第一作·千葉繁／劇場版·田中和実／第二作·置鮎龍太郎（日本）；第二作新版·李香生（台灣）；舊版:馮錦堂 / 曳曳IQ博士、無綫J2版新IQ博士:胡家豪（香港）
武術高手，身手矯健但害怕女生，一旦被女生碰到會變成老虎。
故事後面與木綠茜結婚。
摘鶴燐
配音：第一作·三田友子／第二作·桑島法子（日本）；第二作新版·雷碧文（台灣）；舊版:梁緻盈／無綫J2版新IQ博士:鄭麗麗（香港）
摘家的女兒，擁有超能力，平時也習慣在空中飛行代替步行。唯獨被喜歡的男性觸碰後超能力會暫時消失。
喜歡空豆太郎，在故事結局成為其妻子。
摘鶴天
配音：第一作·大竹宏／第二作·矢田耕司（日本）；第二作新版·丘台名（台灣）；舊版:周鸞／無綫J2版新IQ博士:林國雄（香港）
摘家的男主人，發明家，帶著墨鏡。因為同為發明家因素與則卷千兵衛合得來。也時常對女性性騷擾，因而被妻子修理。
摘詰角田野廷遊豪
配音：第一作·中野聖子／第二作·富澤美智惠（日本）；第二作新版·許淑嬪（台灣）；舊版:周婉侶／曳曳IQ博士:陳凱婷／無綫J2版新IQ博士:陸惠玲（香港）
1997年動畫版改名為摘多箱麵之秘寶
摘家的女主人，對於常對女性性騷擾的先生會狠狠教訓。雖然有駕照但是駕駛觀念很差。

### 其他角色
馬西里特博士
配音：第一作·野島昭生（37集）→野澤那智（71集－164集）→野田圭一（198集－236集）／第二作·置鮎龍太郎／電影版·山田康雄／平成版·神谷明／七龍珠超·置鮎龍太郎（日本）；第二作·第一作新版·丘台名／七龍珠超·何志威（台灣）；林保全／IQ博士劇場版之衰鬼酒店·郭志權（香港）
千兵衛的“宿敵”，一個醉心於機械人，又妄图征服整个地球的疯狂博士，和千兵卫之间经常进行愚蠢的对决。是牛奶糖4號的制造者。
到最後由於自己的身體多番損傷，將自己改造成半機械人，直到完全機械化，成為牛奶糖8號(其實是9號)。最後被阿拉蕾打爆剩下少些零件。
其樣貌參考自鳥山明所屬漫畫雜誌《少年JUMP》的編集長鳥嶋和彦，就連馬西里特一名都是由鳥嶋日文發音顛倒而來。
牛奶糖4號→小少爺
配音：第一作·堀江美都子／劇場版·川島千代子／第二作·熊井統子（日本）；第一作舊版·丘梅君（衛視中文台版本）／第二作·第一作新版·雷碧文（台灣）；袁淑珍（香港）
又稱小少爷机器人，本名第一作台灣舊譯為馬小湯。由马西里特博士偷取阿拉蕾的設計稿而制造，原為與阿拉蕾對戰，亦是四個機器人中最成功的一個，但由於有正常人的心智，所以明白馬西里特博士是一個壞人，拒絕參與他的計劃。亦因一次能源耗盡，被阿拉蕾救回而對阿拉蕾心生愛慕，成為阿拉蕾的男朋友。在未來得知已和阿拉蕾成為夫妻，千兵衛偷偷為他們製作機器小孩。
笑彈大王
配音：第一作·大竹宏／第二作·島田敏（日本）；第二作·第一作新版·李香生（台灣）；譚炳文、黃子敬（代配）（香港）；姚居德（辽艺）
不慎来到地球的绿色外星人（因為太空船被小卡給吃了，不得不留在地球，即他所說的「土也王求」）。
主要特徵為屁股長在頭上，鼻子在屁股的旁边。耳朵則在腳掌下。
死要面子，爱吹嘘，認為大便是他見過最美麗的花。
總想駕駛夢寐以求的太空船（馬桶）返回他的星球 - 笑彈星球。
咸梅超人
配音：第一作·玄田哲章／第二作·古谷徹（日本）；第二作·第一作新版·丘台名（台灣）；石景初 -> 張炳強（香港）
口頭禪是「吃顆酸梅，酸梅超人」（漫畫版為「口含酸梅撕破爛!」），是一個虛偽的「英雄」角色，被認為用來影射美國，而服裝也和美國超人一樣。
身材肥胖，為人自私膽小卻自命正義，不能飛而靠伏在滑板上爬行。必須到電話亭更換超人服裝。
若感覺背後的人說他壞話，就會丟手榴彈炸死他們。
姬子
配音：第一作·島津冴子／第二作·桑島法子（日本）；無綫J2版新IQ博士:劉惠雲（香港）
嗶助暗戀的對象，雖說只有小學六年級，但身高比矮小的嗶助高上不少。
曾因為嗶助隨口說出希望比姬子高大的願望而被阿拉蕾用縮小光線槍變小，還差點被糞金龜綁架，隨後因為嗶助的挺身救援而愛上他並與之交往，在未來的世界中與嗶助結婚並育有一子。
查米山田
配音：堀川亮
从大城市岛调度到企鹅村的超级精英警察，办案效率相当高，执法相当严厉，即使是犯下微小错误的人也会被其当作罪犯而逮捕，所以几乎所有的村民都被他逮捕，使得企鹅村的监狱人满为患，不过他也成功逮捕过真正的罪犯。另外，他又重度洁癖，因此没能敌得过拿着大便的阿拉蕾。
查米山田身材极其矮小，却拥有超强的摩托车驾驶技术，用于追杀罪犯，在第二届企鹅大奖赛中出场的时候也通过了预选赛，但是在离村子很近的丛林中落选。在动画第一部中，其祖父是原警视厅的总监，祖母原是护士，父亲是律师，母亲是餐厅服务员，哥哥是消防员，姐姐是清洁工，大家的长相都差不多，性格也差不多因为是遗传的。
查米山田在动画龙珠第57集也短暂登场，配音仍然是堀川亮，只是因为戏份太少在职员表中没有列出。
堀川亮也是龙珠Z中贝吉塔的配音。